# Sân vận động Josy Barthel
Sân vận động Josy Barthel (tiếng Pháp: Stade Josy Barthel) là sân vận động quốc gia của Luxembourg, sân nhà của đội tuyển bóng đá quốc gia Luxembourg và cũng được sử dụng cho rugby union và điền kinh. Sân nằm trên tuyến đường Heyrlon, trong khu phố Belair của thành phố Luxembourg.

## Lịch sử
Ban đầu được gọi là Sân vận động Thành phố, sau khi được xây dựng vào các năm từ 1928–1931, sân được xây dựng lại hoàn toàn vào năm 1990. Kể từ tháng 7 năm 1993, sân đã mang tên Joseph "Josy" Barthel, người đã giành huy chương vàng 1500m tại Thế vận hội Mùa hè 1952: người giành huy chương vàng Olympic duy nhất của Luxembourg. Sân vận động cũng là nơi có câu lạc bộ điền kinh lớn nhất trong cả nước, CAL Spora Luxembourg. Sức chứa của khán giả là 7.983 người, một số dưới mái che, một số ở ngoài trời.
Vào năm 2014, đã có thông báo rằng cần phải đầu tư 230.000 Euro để đưa sân vận động đạt tiêu chuẩn đủ để tổ chức các trận đấu vòng loại cho Euro 2016.
Vào tháng 6 năm 2014, Bộ Thể thao Luxembourg, kết hợp với chính quyền Thành phố Luxembourg, đã quyết định xây dựng Sân vận động Luxembourg mới tại Gasperich, hiện sẽ mở cửa vào năm 2022. Do đó, chính quyền thành phố Luxembourg đã tuyên bố ý định phá hủy Sân vận động Josy Barthel và tái phát triển sân vận động và các khu vực xung quanh.